# جون رودريك (صحفي)
جون رودريك (بالإنجليزية: John Roderick)‏ هو صحفي ومراسل أمريكي، ولد في 15 سبتمبر 1914 في ووترفيل في الولايات المتحدة، وتوفي في 11 مارس 2008 في هونولولو في الولايات المتحدة بسبب ذات الرئة.